# 帕莱
帕莱（Pale），是印度果阿邦North Goa县的一个城镇。总人口5706（2001年）。

## 人口
该地2001年总人口5706人，其中男性3024人，女性2682人；0—6岁人口592人，其中男306人，女286人；识字率75.08%，其中男性为82.28%，女性为66.96%。